# Выры (село)
Выры — село в Майнском районе Ульяновской области, административный центр Выровского сельского поселения.

## География
Находится на расстоянии примерно 12 километров на северо-восток по прямой от районного центра поселка Майна.

## История
Село Выры возникло в 1675 году, когда в Симбирской уезде, «за валом» была отделена «порозшая земля, дикое поле» «синбирянину» И. Тимошкову, братьям С. К. и И. К. Вырыпаевым. 
В 1678 году здесь было 5 дворов (12 чел.). Село имело название Выровка, Успенское и Космынка. А с 18-го века — Выры (сокращённо от фамилии Вырапаевы).
Первая церковь была построена около 1729 года подполковником Д. Д. Лукиным, в 1840 году она сгорела.
В 1780 году, при создании Симбирского наместничества, «село Выры, при речке Гордеевке, однодворцев, помещиковых крестьян. Деревня Даниловка, пахотных солдат, сей деревни в натуре нет, а по владению землею подати платит за душу оную села Выров помещик Лукин», вошло в состав Тагайского уезда. С 1796 года — в Симбирском уезде Симбирской губернии.
Новый деревянный храм, с каменною оградою, построен в 1844 году. Престолов пять: в холодной половине — главный в честь Успения Божьей Матери, в приделах — во имя св. муч. Софии и во имя правв. Захарии и Елизаветы; в теплый — во имя Святителя и Чудотворца Николая и во имя препод. Сергия Радонежского. 
В 1859 году село Выры во 2-м стане, на Московском почтовом тракте из г. Симбирска, имелось: церковь православная и паташный завод. 
В 1898 году рядом с селом была проложена ж/д ветка от станции Инза до Симбирск I, разъезд которой назвали «Выры» (ныне посёлок Выры), построен в 1915 году.
С 1900 года в Вырах существует церковно-приходское попечительство и начальная народная школа. 
В 1913 году в селе Выры (Успенское) были: 181 двор, 1139 жителей, деревянная Успенская церковь и земское училище. 
В 1990-е годы работал СПК «Выровское».

## Население
Население села составляло: в 1780 г. — 470, На 1900 г. прихожан: в с. Вырах (н. р.) в 204 дв. 603 м. и 605 ж.; 138 человек — в 2002 году (русские 53%, чуваши 38%), 101 — по переписи 2010 года.